# 贝尔卡斯泰勒 (阿韦龙省)
贝尔卡斯泰勒（法語：Belcastel，法語發音：[bɛlkastɛl]）是法国阿韦龙省的一个市镇，属于罗德兹区。

## 地理
贝尔卡斯泰勒（44°23'19"N, 2°20'14"E）面积10.74 平方千米，位于法国奧克西塔尼大區阿韦龙省，该省份为法国南部内陆省份，位于法國中央高原南部，北起顺时针与康塔爾省、洛泽尔省、加尔省、埃罗省、塔恩省、塔恩-加龙省和洛特省接壤。
与贝尔卡斯泰勒接壤的市镇（或旧市镇、城区）包括：克莱尔沃达韦龙、科隆比耶斯、古特朗、迈朗、里尼亚克。

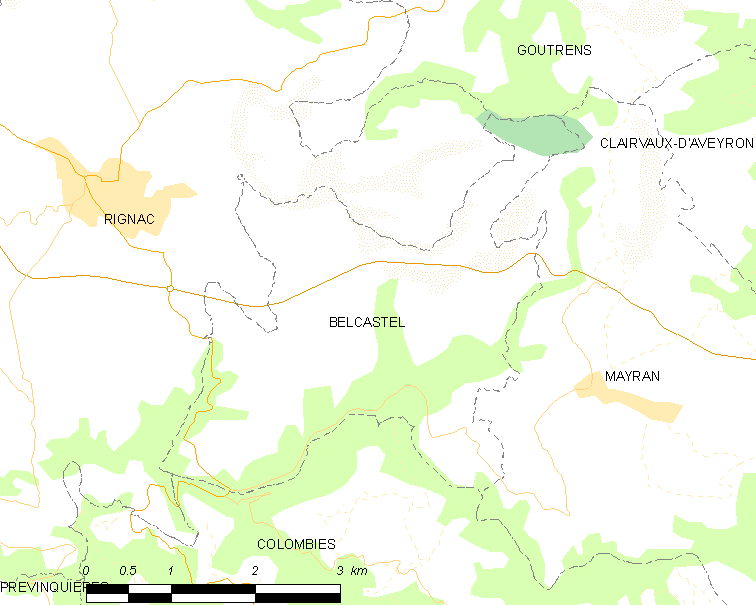
的OSM定位图

贝尔卡斯泰勒的时区为UTC+01:00、UTC+02:00（夏令时）。

## 行政
贝尔卡斯泰勒的邮政编码为12390，INSEE市镇编码为12024。

## 政治
贝尔卡斯泰勒所属的省级选区为埃讷-阿尔祖县。

## 人口

1962-2008年间人口变化图示

贝尔卡斯泰勒于2022年1月1日时的人口数量为190人。